# Свети Димитър (Еани)
Вижте пояснителната страница за други значения на Свети Димитър.
„Свети Димитър“ (на гръцки: Αγίου Δημητρίου) е средновековна православна църква в Република Гърция, разположена в паланката Еани (Каляни), област Западна Македония, част от Сервийската и Кожанска епархия на Вселенската патриаршия.
Разположена е на хълм на 2 km западно от Еани в близост до „Свети Нестор“. Храмът е католикон на манастир. Построен е в ΧΙ или ΧΙΙΙ век. Представлява квадратна базилика без апсида, с размери 6,75 на 6,30 m. Интериорът е разделен от две стени на три кораба. Средният кораб е най-висок и най-широк - 3,10 m, докато другите два са широки по 1,75 m. Корабите са свързани с две асиметрични сводести входа. В интериора има фрески от ΧΙ или ΧΙΙΙ век, както и от XV - XVI век. По-старите фрески не са разкрити, тъй като са покрити под по-новите. Една от преносимите икони в църквата е в колекцията от византийски икони на кожанската катедрала „Свети Николай“.
В 1995 година храмът пострадва при Гревенското земетресение.